# Slikkenspinnetje
Het slikkenspinnetje (Halorates reprobus) is een spinnensoort uit de familie hangmatspinnen (Linyphiidae).
Het vrouwtje wordt 2,5 tot 4 mm groot, het mannetje 2,5 tot 3 mm. Het prosoma is donker geelbruin, het opisthosoma bleek grijzig geel en de poten bruinig. Leeft in grof grind en kustkwelders aan zee. Komt voor in Europa en Rusland.